# قائمة كنائس بيروت
مدينة بيروت من أعرق مدن الجنوب المتوسطي والعالم، وهي من عواصم دول الجنوب القليلة التي ترتفع فيها معابد الديانات والطوائف في تعددية انسجامية ثقافية، خصوصا الكنائس والمساجد، معلنة عن انتصار قيم المواطنة الحديثة وثقافة وحدة الوطن والتعايش والتسامح تحت سقف الوطن الأم، حيث تتمتع بيروت بعمق ثقافي وتاريخي تمتد جذوره لآلاف السنين من الحضارة.

## كاتدرائيات في بيروت
- كاتدرائية القديس جاورجيوس للروم الأرثودكس
- كاتدرائية مار جرجس المارونية
- كنيسة سيدة النورية
- كاثدرائية القديس إلياس في بيروت

## كنائس مارونية في بيروت
- كاتدرائية مار جرجس المارونية

## كنائس أرثوذكسية في بيروت
- كاتدرائية مار جرجس المارونية

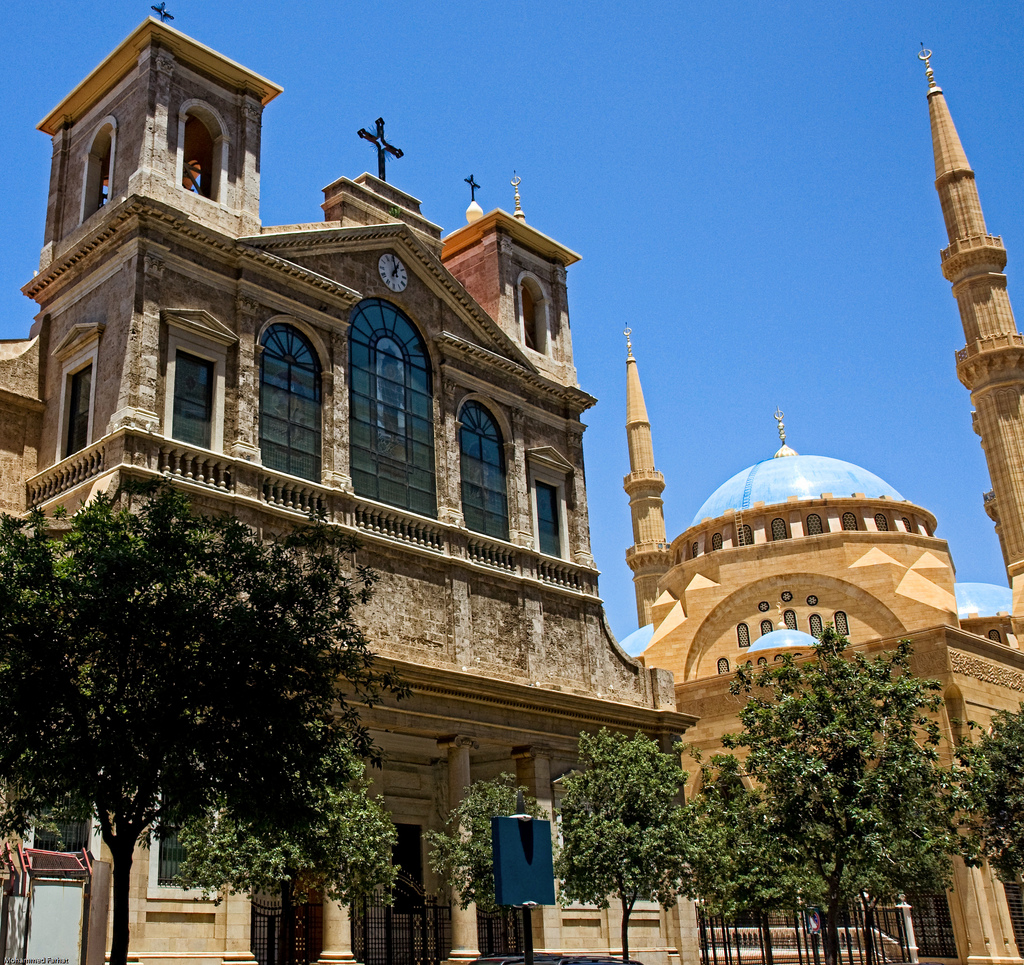
كاتدرائية مار جرجس المارونية

- كاتدرائية القديس جاورجيوس للروم الأرثودكس

## من حيث القدم
يعتبر الشرق الأوسط والشام مهد الديانات الابراهيمية من اليهودية والمسيحية إلى الإسلام والكثير من الديانات القديمة التي تحوي فكرة الله خالق الكون والحياة، كالزادشتية والعديد من الطوائف، إلا أن لبنان يتميز بخصوصية جمالية وتعددية طائفية، تضفي نوع من الفسيفسائية على أرض الأرز والجبال والساحل، علاوة على عمقه الثقافي العريق الذي يمتد إلى الحضارة الفينيقية ومدنها الفينيقية العتيقة كأقدم مدن تاريخ الحضارة الإنسانية حسب قائمة اليونيسكو.
ويضم لبنان أقدم الكنائس في الجنوب المتوسطي والعالم، التي عاصرت الأحداث التاريخية المختلفة، والتي تميزت بهندستها الفنية ذات قيمة فنية وأثرية، ومن بين أجمل وأقدم هذه الكنائس في لبنان التي دخلت التاريخ وتعتبر كتراث وطني لبناني، سنقدمها لكم بناءا على تدقيق من مجلة “دونازين”:
1. أول كنيسة إنجيلية أرمنية.
2. كاتدرائية الأرمن الكاثوليك في بيروت، كاتدرائية القديس غريغوريوس.
3. كاتدرائية القديس جورج المارونية بيروت.
4. كنيسة القديس لويس للآباء الكبوشيين في بيروت.
5. كاتدرائية القديس جاورجيوس للروم الأرثودكس
6. كنيسة سيدة التلة في دير القمر.
7. دير مار سركيس، رأس النهر في إهدن.
8. دير قزحيا في قضاء زغرتا.